# Estaires
Estaires (nederländska: Stegers) är en kommun i departementet Nord i regionen Hauts-de-France i norra Frankrike. Kommunen ligger i kantonen Merville som tillhör arrondissementet Dunkerque. År 2022 hade Estaires 6 551 invånare.

## Befolkningsutveckling
Antalet invånare i kommunen Estaires
| Referens: INSEE |